# Массімо Марацціна
Ма́ссімо Марацці́на (італ. Massimo Marazzina, нар. 16 липня 1974, Лоді) — італійський футболіст, що грав на позиції нападника.

## Клубна кар'єра
Народився 16 липня 1974 року в місті Лоді. Вихованець юнацьких команд футбольних клубів «Фанфулла» та «Інтернаціонале».
У дорослому футболі дебютував 1993 року виступами за команду клубу «Інтернаціонале», в якій провів один сезон, взявши участь лише у 3 матчах чемпіонату.
Протягом 1994–1996 років захищав кольори команди клубу «Фоджа».
Своєю грою за останню команду привернув увагу представників тренерського штабу клубу «К'єво», до складу якого приєднався 1996 року. Відіграв за другий за титулованістю клуб з Верони наступні чотири сезони своєї ігрової кар'єри. Більшість часу, проведеного у складі «К'єво», був основним гравцем атакувальної ланки команди.
Згодом з 2000 по 2006 рік грав у складі команд клубів «Реджина», «К'єво», «Рома», «Сампдорія», «Модена», «Торіно» та «Сієна».
2006 року перейшов до клубу «Болонья», за який відіграв 4 сезони. Граючи у складі «Болоньї» також здебільшого виходив на поле в основному складі команди. У складі «Болоньї» був одним з головних бомбардирів команди, маючи середню результативність на рівні 0,38 голу за гру першості. Завершив професійну кар'єру футболіста виступами за команду «Болонья» у 2010 році

## Виступи за збірну
2002 року дебютував в офіційних матчах у складі національної збірної Італії. Протягом кар'єри у національній команді, яка тривала усього один рік, провів у формі головної команди країни 3 матчі, в кожному з яких виходив на поле з лави запасних у другій половині гри.
| Дата       | Місто   | Господарі | Результат | Гості    | Турнір            | Голи | Примітки |
| ---------- | ------- | --------- | --------- | -------- | ----------------- | ---- | -------- |
| 13/02/2002 | Катанія | Італія    | 1 – 0     | США      | товариський матч  | -    | 46'      |
| 21/08/2002 | Трієст  | Італія    | 0 – 1     | Словенія | товариський матч  | -    | 46'      |
| 16/10/2002 | Кардіфф | Уельс     | 2 – 1     | Італія   | Відбір до ЧЄ 2004 | -    | 84'      |
| Усього     |         | Матчів    | 3         |          | Голів             | 0    |          |